# Zutkerque
Zutkerque (Nederlands: Zuidkerke) is een gemeente in het Franse departement Pas-de-Calais (regio Hauts-de-France). De plaats maakt deel uit van het arrondissement Calais. Zutkerque telde op 1 januari 2022 1.795 inwoners.
Ten noorden van deze plaats ligt Nortkerque (Noordkerke).

## Naam
De plaatsnaam heeft een Oudnederlandse herkomst. De oudste vermelding is uit het jaar 1123 als Sutkerka. Het betreft een  samenstelling. De betekenis van de plaatsnaam is Zuidkerke De huidige Franstalige plaatsnaam is hiervan een fonetische nabootsing. Ten noorden van deze plaats ligt Nortkerque (Noordkerke).
De spelling van de naam van het dorp heeft door de eeuwen heen gevarieerd. Chronologisch heette het achtereenvolgens: Zuitkerka (1088-1099) ; Suthekerke (1119) ; Suthguerca (1122) ; Zukerka (1119-1124) ; Sudkerka (1159) ; Sutkercka (1182) ; Zuutkerkes (1185) ; Zuutkerka (1220) ; Suckerka (1223) ; Sudkarke (1285) ; Zugherke (1295) ; Sutkerkæ (XIIIe eeuw) ; Sukerke (1308) ; Suquerque (1311) ; Surkerke (1322) ; Sutkerke (1332) ; Sucquerke (1333) ; Sukerka (1358) ; Zunequerke (1375) ; Zutkerke (1422) ; Zutquerque (1480) ; Zutkerkæ (1512) ; Zoutkerke (1559) ; Zud-Kercke (1559) ; Zukerche (1560) ; Sutquerque (1694) ; Zudquerque (1720) ; Zudkerke (1739). Hierna kreeg en behield het zijn huidige naam en spellingswijze.

## Geschiedenis
Zutkerque is gelegen in het Land van Bredenarde, een historische streek in het Franse departement Pas-de-Calais. Het gebiedje behoorde tot het baljuwschap Sint-Omaars in Artesië en omvatte de parochies Audruicq (Ouderwijk), Nortkerque (Noordkerke), Zutkerque (Zuidkerke) en Polincove (Polinkhove). Audruicq was de hoofdplaats.

## Taal
Zutkerque maakte in de middeleeuwen nog deel uit van het Nederlandse taalgebied, maar raakte geleidelijk verfranst, al blijkt dat er tot in de 18de eeuw nog Vlaams voor kwam.

## Geografie
De oppervlakte van Zutkerque bedroeg op 1 januari 2022 16,41 vierkante kilometer; de bevolkingsdichtheid was toen 109,4 inwoners per km².
In de gemeente liggen nog een aantal gehuchtjes, zoals Blanc Pignon, Ostove, Listergaux en Grasse Payelle.

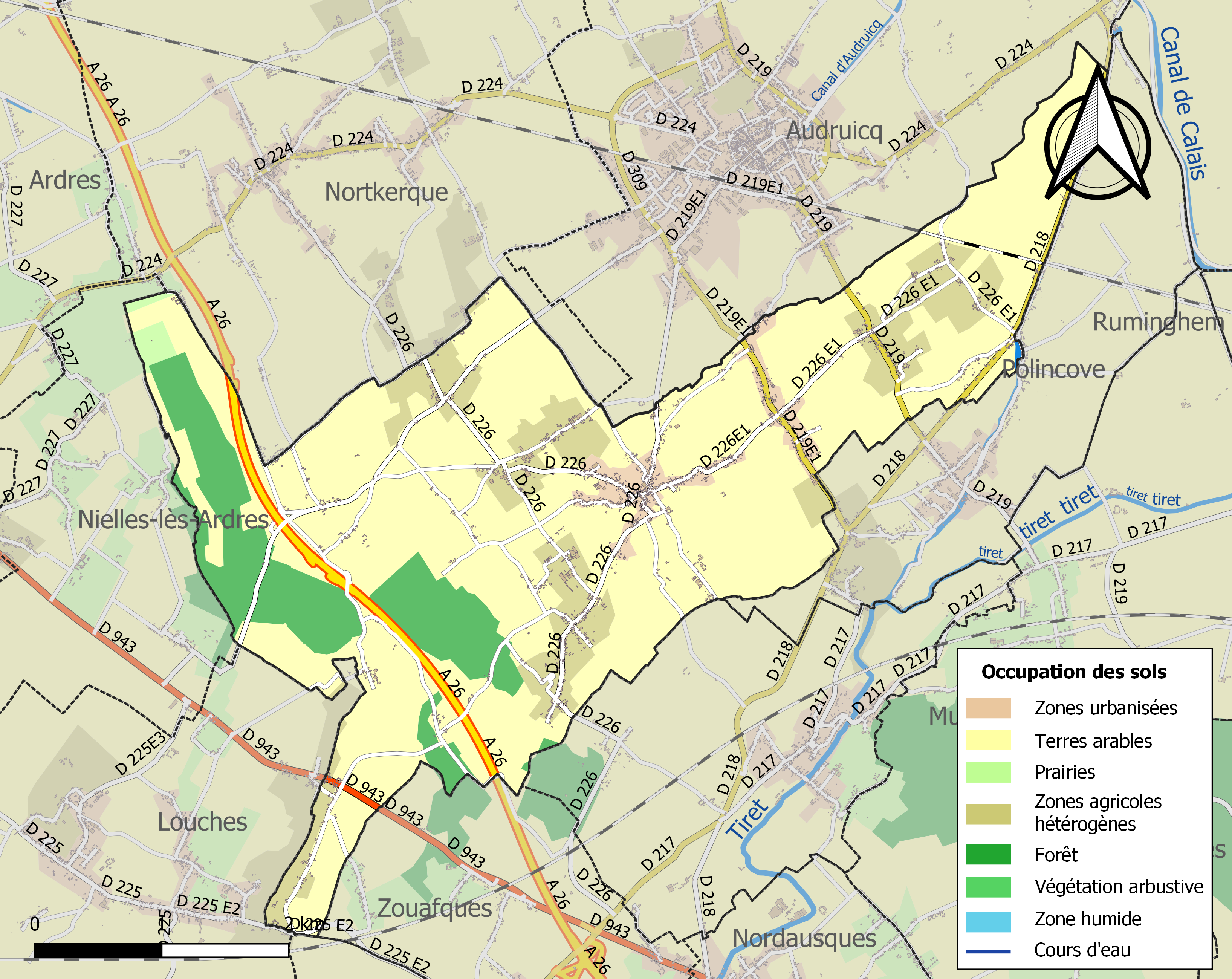
Kaart van de gemeente met belangrijkste infrastructuur, bodemgebruik en omliggende gemeenten

## Demografie
Onderstaande figuur toont het verloop van het inwonertal (bron: INSEE-tellingen).